# گروه آجو
گروه آجو (아주그룹) شرکت خوشه‌ای کره‌ای است، که در سال ۱۹۶۰ تأسیس شد.